# Спиваковский, Павел Евсеевич
Па́вел Евсе́евич Спивако́вский (род. 29 мая 1961, Москва) — российский литературовед, историк русской литературы, теоретик литературы, доцент Российского государственного гуманитарного университета, кандидат филологических наук (2000), доцент (2007).

## Биография
В 1996 окончил Московскую государственную академию печати. 26 мая 2000 на филологическом факультете МГУ им. М. В. Ломоносова защитил кандидатскую диссертацию по теме «Формы отражения жизненной реальности в эпопее А. И. Солженицына „Красное Колесо“».
С 2004 по 2011 работал доцентом кафедры русской литературы факультета обучения студентов в Государственном институте русского языка им. А. С. Пушкина.
С 2011 по 2020 доцент кафедры истории новейшей русской литературы и современного литературного процесса филологического факультета МГУ им. М. В. Ломоносова. Преподавал на этой кафедре с 2001.
С 2010 является ведущим научным сотрудником Дома русского зарубежья им. Александра Солженицына.
В 2012/2013 учебном году преподавал в Иллинойском университете в Урбане-Шампейне.
С 2020 доцент кафедры истории русской классической литературы Института филологии и истории РГГУ.
Автор ряда статей и монографии по творчеству Солженицына, в которой представлено
одно из первых российских исследований, на высоком научном уровне рассматривающих феномен Солженицына как художника и мыслителя.Татьяна Давыдова, Новый мир № 12, 1999
Павел Спиваковский также является автором более 100 научных статей, посвященных проблемам русской литературы и культуры XIX—XXI вв., а также вопросам теории.

## Основные работы

#### Книги
- Феномен А.И. Солженицына: новый взгляд / ИНИОН РАН. М., 1998. 135 с.

#### Статьи
- История, душа и «эго» // Лит. обозрение. 1996. № 1. С. 48–50.
- «Индия Духа» и Машенька: «Заблудившийся трамвай» Н.С. Гумилева как символистско-акмеистическое виде́ние // Вопр. лит. 1997. № 5. С. 39–54.
- Феномен Солженицына // Лит. обозрение. 1999. № 1. С. 8–18.
- Комментарий [к статье Р.О. Якобсона «Заметки об “Августе Четырнадцатого”»] // Лит. обозрение. 1999. № 1. С. 19.
- Символика Вавилонской башни и мирового колодца в эпопее А.И. Солженицына «Красное Колесо» // Вестн. Моск. унта. Сер. 9. Филология. М.: изд-во Моск. унта, 2000. Март/апр. № 2. С. 27–39.
- Жанр романа и типология эпических жанров в интерпретации А.И. Солженицына // Русский роман XX века: духовный мир и поэтика жанра: сб. науч. тр. Саратов: изд-во Саратовск. унта, 2001. С. 304–310.
- Литературный процесс и теоретики // Знамя. М., 2002. Апр. № 4. С. 227–229.
- Символические образы в эпопее А.И. Солженицына «Красное Колесо» // Известия РАН. Сер. лит. и языка. М.: Наука: МАИК «Наука/Интерпериодика», 2003. Янв./февр. Т. 62, № 1. С. 30–40.
- Академик АЛЕКСАНДР ИСАЕВИЧ СОЛЖЕНИЦЫН: (к 85-летию со дня рождения) // Известия РАН. Сер. лит. и языка. М.: Наука, 2003. Т. 62, № 6. С. 62–67.
- Теоретико-литературные аспекты творчества А.И. Солженицына // Теоретико-литературные итоги XX века. М.: Наука, 2003. Т. 1: литературное произведение и худож. процесс. С. 307–371.
- Художественная функция немого диалога в эпопее А.И. Солженицына «Красное Колесо» // А.И. Солженицын и русская культура: науч. докл. Саратов: изд-во Сарат. унта, 2004. С. 110–116.
- Система онтологических символов в эпопее «Красное Колесо» // «Красное Колесо» А.И. Солженицына: Художественный мир. Поэтика. Культурный контекст: международный сб. науч. тр. / отв. ред. А.В. Урманов. Благовещенск: изд-во БГПУ, 2005. С. 34–88.
- АКАДЕМИК АЛЕКСАНДР ИСАЕВИЧ СОЛЖЕНИЦЫН (1918–2008) // Известия РАН. Сер. лит. и языка. М.: Наука, 2008. Т. 67, № 6. С. 78–80.
- Постмодернистский миф о Пушкине: версия Синявского // Новый мир. 2010. № 5. С. 159–165.
- Ленин и черт: история одной (не)встречи в эпопее А.И. Солженицына «Красное Колесо» // Записки русской академической группы в США = Transactions of the association of Russian-American scholars in the U.S.A. New York, 2010. Vol. XXXVI. Pp. 121–139.
- The Postmodernist Myth of Pushkin: Sinyavsky’s Version // Social Sciences. Minneapolis, 2010. Vol. 41, No. 4. Pp. 65–72.
- Александр Исаевич Солженицын // История литературы русского зарубежья (1920-е — начало 1990-х гг.): учебник для вузов / под ред. А.П. Авраменко. М.: Альма Матер: Академический Проект, 2011. С. 483–500.
- Через полвека // «Ивану Денисовичу» полвека: юбилейный сб. (1962–2012). М.: Дом русского зарубежья им. Александра Солженицына: Русский путь, 2012. С. 5–11.
- Полифоническое изображение генезиса революции 1917 года в эпопее А.И. Солженицына «Красное Колесо» // От искусства оттепели к искусству распада империи: сб. ст. М.: Гос. ин-т искусствознания: Канон+, 2013. С. 362–379.
- Проблема релятивизма: Солженицын, Чехов, Достоевский и поиск истины // Жизнь и творчество Александра Солженицына: на пути к «Красному Колесу»: сб. ст.: Междунар. науч. конф. (Москва; 7–9 дек. 2011). М.: Русский путь, 2013. С. 287–293.
- Иллюзии «Медного всадника» (видеолекция) // Православие и мир. 2014. 19 мая. URL: http://www.pravmir.ru/pavel-spivakovskiy-illyuzii-mednogo-vsadnika-videolektsiya/
- «Романтические змеи в поэме “Мцыри”: метафизика бунта лермонтовского героя» // Православие и мир. 2014. 20 мая. URL: http://www.pravmir.ru/pavel-spivakovskiy-romanticheskie-zmei-v-poeme-mtsyiri/
- Агностическая метафизика Иосифа Бродского: антиномия веры и неверия // Православие и мир. 2014. 23 нояб. URL: http://www.pravmir.ru/pavel-spivakovskiy-agnosticheskaya-metafizika-iosifa-brodskogo-antinomiya-very...
- Полифония у Ф.М. Достоевского и А.И. Солженицына // Солженицынские тетради: материалы и исследования. 2014. Вып. 3. С. 51–62.
- Кровь барона в «Мастере и Маргарите». Булгаковский роман как «антисоветское» произведение // Православие и мир. 2015. 11 авг. URL: http://www.pravmir.ru/krov-barona-v-mastere-i-margarite-lektsiya-pavla-spivakovskogo/
- The Problem of Metanarratives in the Postmodern Age // Журнал Сибирского федерального университета. Гуманитарные науки = Journal of Siberian Federal University. Humanities & Social Sciences 7. 2015. № 8. Pp. 1360–1365.
- Исчезновение «реальности» в рассказе Татьяны Толстой «Лимпопо» // Православие и мир. 2015. 17 авг. URL: http://www.pravmir.ru/ischeznovenie-realnosti-v-rasskaze-tatyanyi-tolstoy-limpopo/
- Вненаходимые консерваторы: Александр Солженицын и Татьяна Толстая // Филол. науки. Науч. доклады высш. шк. 2018. № 3. С. 80–86.
- Метамодернизм: контуры глубины. Вестн. Моск. унта. Сер. 9. Филология. 2018. № 4. С. 196–211.
- «Месяц в Дахау»: нисхождение в рай. Владимир Сорокин как метарелятивист // Филол. науки. Науч. доклады высш. шк. 2018. № 6. С. 66–82.
- Александр Солженицын и Владимир Сорокин // Личность и творчество А.И. Солженицына в современном искусстве и литературе: Материалы международной научной конференции, посвященной столетию А.И. Солженицына, Москва, 15–17 марта 2017. М.: Гос. ин-т искусствознания: Русский путь, 2018. С. 338–347.
- Генерал Самсонов в «Августе Четырнадцатого»: религиозная мифология и культурная архаика // Russian Literature. 2018. August 15/November 15. Vol. 100/102. Pp. 59–76.
- «Красное Колесо» А.И. Солженицына: от традиционализма к авангарду // Русский язык за рубежом. 2018. № 6. С. 77–80.
- «В круге первом» А.И. Солженицына: тени реального // Вестн. Моск. унта. Сер. 9. Филология. 2019. № 1. С. 41–49.
- Солженицын-метарелятивист // Александр Солженицын: взгляд из XXI века. М.: Русский путь, 2019. С. 596–602.
- Кровь барона в «Мастере и Маргарите»: булгаковский роман как «антисоветское» произведение // М.А. Булгаков: pro et contra: антология. СПб.: РХГА, 2019. С. 887–897.
- Горизонты солженицынской библиографии // Новый мир. 2019. № 6. С. 206–209.
- Усадебная трансгрессия в рассказе Владимира Сорокина «Настя» // Феномен русской литературной усадьбы: от Чехова до Сорокина+: Коллективная монография. М.: ИМЛИ РАН, 2020. С. 311–322.
- Трагический герой и пространство тернарной этики в романе Татьяны Толстой «Кысь» // Вестн. Моск. унта. Сер. 9. Филология. 2021. № 3. С. 69–82.
- Образы пост-смерти в поэзии Иосифа Бродского и Ольги Седаковой // Вестн. РГГУ. Сер. Литературоведение. Языкознание. Культурология. 2021. № 7. С. 141–165.
- Художественная эпистемология Ф.М. Достоевского в метарелятивистском контексте // Сборник материалов XXI Свято-Троицких ежегодных международных академических чтения в Санкт-Петербурге, 26–29 мая 2021 г. СПб.: изд-во Русской христианской гуманитарной академии, 2022. С. 99–104.
- Эго-миры и взрыв: «Рассказ о самом главном» Евгения Замятина // Вестн. РГГУ. Сер. Литературоведение. Языкознание. Культурология. 2022. № 9. С. 132–138.
- Пушкин: этика и идеал в релятивизирующем контексте // Вестн. РГГУ. Сер. Литературоведение. Языкознание. Культурология. 2023. № 9. С. 68–82.
- Слеза Демона, или Апология нечеловеческого // Сквозь слезы: Русская эмоциональная культура. М.: Новое лит. обозрение, 2023. С. 63–80.
- Образы пост-смерти в поэзии Иосифа Бродского // И.А. Бродский: pro et contra: антология. СПб.: изд-во РХГА, 2023. С. 202–211.
- «Старопечатные» книги в метамодернистском контексте романа Т.Н. Толстой «Кысь»: архаические и авангардные культурные тенденции // Вестн. РГГУ. Сер. Литературоведение. Языкознание. Культурология. 2024. № 9. С. 174–187.
- Евгений Замятин: фантастическое как политическое («Сказки про Фиту» и «Рассказ о самом главном») // Codex manuscriptus. Вып. 4: Фантастическая литература: история термина, источники изучения, архивные публикации. М.: ИМЛИ РАН, 2024. С. 256–267.

#### Редактор и составитель
- [Спецвыпуск, посвященный 80-летию А.И. Солженицына] // Лит. обозрение. 1999. № 1. С. 1–68.
- Современная русская литература: учебно-методические материалы для иностранных студентов продвинутого этапа обучения / Гос. ИРЯ им. А.С. Пушкина; сост. П.Е. Спиваковский. М., 2011. 145 с.
- «Ивану Денисовичу» полвека: юбилейный сб. (1962–2012) / сост. П.Е. Спиваковский, Т.В. Есина; вступ. ст. П.Е. Спиваковского. М.: Дом русского зарубежья им. Александра Солженицына: Русский путь, 2012. 742 с.
- Русская литература XX–XXI веков как единый процесс: (проблемы теории и методологии изучения): IV междунар. науч. конф. (Москва; 4–5 дек. 2014) / МГУ им. М.В. Ломоносова; ред.-сост. П.Е. Спиваковский. М.: изд-во Моск. ун-та, 2014. 1 электрон. опт. диск (CD-ROM). 324 с.
- Русская литература XX–XXI веков как единый процесс (проблемы теории и методологии изучения): V Международная научная конференция; Москва, МГУ имени М.В. Ломоносова, 8–9 декабря 2016: Материалы конференции / Ред.-сост. А.В. Леденев, П.Е. Спиваковский. М.: МАКС Пресс, 2016. 379 с.
- Русская литература XX–XXI веков как литературный процесс (проблемы теории и методологии изучения): Материалы VI Международной научной конференции; Москва, МГУ имени М.В. Ломоносова, 18–19 декабря 2018 г. М.: МАКС Пресс, 2018. 408 с.
- Редактор-составитель коллективного лекционного курса к 100-летию со дня рождения А.И. Солженицына (Гос. ИРЯ имени А.С. Пушкина, 2018) с участием ведущих отечественных и зарубежных специалистов: https://pushkininstitute.ru/school/external_courses/296